# 奥法尼亚
43°31′58″N 13°26′43″E / 43.532823°N 13.4453969°E
奥法尼亚（義大利語：Offagna），是意大利安科纳省的一个市镇。总面积10.53平方公里，人口1884人，人口密度178.9人/平方公里（2009年）。ISTAT代码为042033。